# Lieberman in Love
Lieberman in Love ist ein US-amerikanischer Kurzfilm von Christine Lahti aus dem Jahr 1995, der bei den 68th Academy Awards 1996 mit einem Oscar in der Kategorie „Bester Kurzfilm“ (Live Action) ausgezeichnet worden ist.
Für die Filmhandlung wurde eine Kurzgeschichte von W. P. Kinsella als Grundlage herangezogen.

## Inhalt
Joe Liebermans Frau ist kürzlich gestorben, seitdem fällt es ihm schwer, sich zurechtzufinden. Als er eine Frau trifft, zu der er sich hingezogen fühlt, stellt sich heraus, dass Shaleen eine Prostituierte ist. Nachdem er ihre Gesellschaft schätzen gelernt hat, entwickelt sich zwischen beiden ein Verhältnis, das dazu führt, dass Joe ein regelmäßiger Kunde Shaleens wird, und sie sogar mit nach Hawaii nimmt, als er dort Urlaub macht.
Als Joe sich eine Eigentumswohnung kaufen will, lernt er die Immobilienmaklerin Kate kennen, eine schöne Frau, für die er rasch romantische Gefühle entwickelt. Da Kate verheiratet ist, sucht Joe nach einem Weg, wie er sie dazu bringen kann, ihren Mann aufzugeben. Nebenher führt er jedoch seine Beziehung mit Shaleen unbeirrt weiter, was komplizierte Liebesverwicklungen mit sich bringt, zumal er einen teuflischen Plan entwirft, um sein Ziel zu erreichen.

## Produktion, Hintergrund
Der Film wurde von Chanticleer Films Production produziert und von World Movies vertrieben.
Der Autor der Vorlage Kinsella wusste nichts von der Verfilmung seiner Kurzgeschichte durch Christine Lahti. Erst als der Film mit einem Oscar ausgezeichnet wurde, erfuhr er davon. Er war weder im Abspann des Films aufgeführt, noch wurde er von Christine Lahti in ihrer Dankesrede erwähnt. Die Variety entschuldigte sich bei ihm in einer ganzseitigen Anzeige.
In Brasilien lief der Film unter dem Titel A Paixão Segundo Lieberman, in Portugal unter dem Titel Lieberman Apaixonado und in Schweden unter dem Titel Änkemannen och kärleken.

## Kritik
VPRO Cinema sprach von einer gnadenlos romantischen Satire über die männlich-weibliche Beziehung, die sehr unerwartet komme. Lahti sei sehr gut in ihrem Regiedebüt, dessen Drehbuch subtil und originell von Polly Platt geschrieben worden sei.
Sky Cinema war der Ansicht, dass die Schauspieler ihre Rolle vorzüglich spielen, wie man das wohl auch erwarten würde, da der Film von einer Schauspielerin gemacht worden sei. Gelobt wurde auch das Drehbuch von Polly Platt, das köstlich, skurril und amüsant sei. Der Film habe den Gewinn des Oscars verdient.

## Auszeichnung
Oscarverleihung 1996:
Oscar für Christine Lahti und Jana Sue Memel und Lieberman in Love in der Kategorie „Bester Kurzfilm“ (Live Action)